# Hallescher Turm (Köthen)

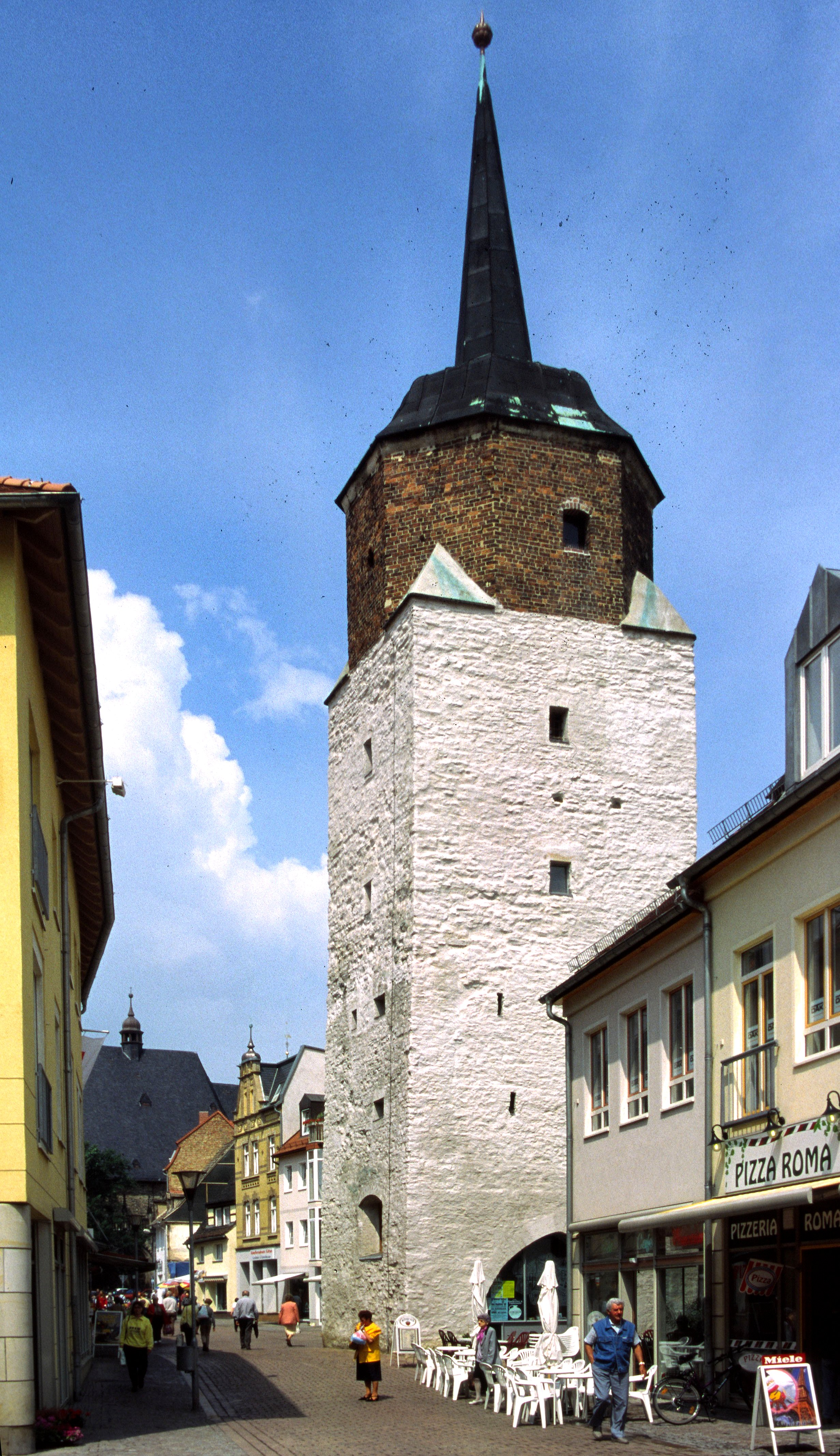
Hallescher Torturm Köthen

Der Hallesche Turm (auch Hallescher Torturm) ist ein zur historischen Stadtbefestigung gehörender Stadttorturm in der Stadt Köthen (Anhalt) im Landkreis Anhalt-Bitterfeld in Sachsen-Anhalt.

## Lage und Name
Der Torturm steht im Süden der Altstadt von Köthen an der Ecke der Halleschen Straße zur Gasse Hinter der Mauer. Das Stadttor und die Straße wurden nach der Stadt Halle (Saale) benannt, die sich zirka 30 Kilometer südlich befindet. Zudem nannte man das Stadtviertel vor dem Tor Hallesches Viertel bzw. Hallesche Vorstadt.

## Geschichte und Gestalt
Köthen entwickelte sich seit dem frühen 12. Jahrhundert vom oppidum (1115) über einen vermutlichen Marktflecken (1194; eigene Köthener Maße) hin zu einer civitas (1313). Münzen aus der Zeit um 1200 tragen ebenfalls die Bezeichnung kotene civitas. Eine Stadtbefestigung entstand ungefähr zeitgleich. Sie besaß im Mittelalter drei Stadttore, von denen die Tortürme des südlichen (Hallescher Turm) und des nördlichen (Magdeburger Turm) erhalten blieben. Der Hallesche Torturm ist ein spätgotisches Bauwerk, da der fünfgeschossige Bruchsteinturm in seiner heutigen Gestalt im 14. Jahrhundert entstanden ist. Erstmals erwähnt wurde der 32 Meter hohe Turm im Jahr 1462 in Reparaturrechnungen.
Das Hallesche Tor besaß einen Doppel-Toranlage. Zwischen den Toren befand sich eine Zugbrücke, auf der ein Wassergraben überquert wurde. Dazu kamen ein Schlagbaum und ein Wachhäuschen, die passiert werden mussten. Das innere Tor wurde im Jahr 1816 beseitigt, das verbliebene äußere Tor folgte im Jahr 1831. Danach wurde ein neues Stadttor errichtet, das aber im Jahr 1867 ebenfalls abgerissen wurde. Es handelte sich um einen großen Torbogen mit kleineren Toren (Pforten) links und rechts, die durch Gittertore aus Eisen geschützt waren. Bekrönt war es von Zinnen.
Der quadratische Turm besitzt schmale Fenster, die wohl als Schießscharten dienten, sowie einen achteckigen Backsteinaufbau, der vermutlich aus dem 17. Jahrhundert stammt und von einer barocken Schweifhaube bekrönt wird. Im Erdgeschoss befindet sich ein spitzbogiger Durchgang. Östlich vom Turm hat sich ein Stück der Stadtmauer erhalten. Der ehemalige Torturm steht als Baudenkmal unter Denkmalschutz und ist im Denkmalverzeichnis mit der Nummer 094 17517 erfasst.

## Nutzung
Von 1592 bis in das 19. Jahrhundert diente der Turm als Stadtgefängnis, bis er vom Schloss (Amtsgerichtsgefängnis) abgelöst wurde. Es folgte eine Nutzung als Obdachlosenheim. Nach dem Zweiten Weltkrieg kamen hier Vertriebene unter. Danach wurde er zum Sitz für verschiedene Vereine. Heute befindet sich im Erdgeschoss die Veranstaltungskasse im Halleschen Turm der  Köthen Kultur und Marketing GmbH der Stadt.

## Werbeträger
Aufgrund seiner originellen Gestalt ist der Turm eines der Wahrzeichen der Stadt. Vom Stadtmarketing wird der Halli als Stadtmaskottchen genutzt. Der Materialgestalter Steffen Fischer (Köthen) schuf die Werbefigur im Jahr 2015, die auf Postkarten, als Schlüsselanhänger, Plüsch- und Keramikfigur sowie in anderen Anwendungen vermarktet wird. Anlass für den Entwurf war die 900-Jahr-Feier der Stadt, in deren Rahmen auch der 19. Sachsen-Anhalt-Tag in Köthen stattfand. Fischer illustrierte drei der Wahrzeichen der Stadt und unter diesen entwickelte sich Halli zum beliebtesten.